# Salix daguanensis
Salix daguanensis — вид квіткових рослин із родини вербових (Salicaceae).

## Морфологічна характеристика
Це кущ до 2 метрів заввишки. Молоді гілочки коричневі, запушені на верхівці. Листкова ніжка 6–10 мм; листкова пластинка подовжено-ланцетна, 40–80 × 12–24 мм, у молодості злегка шовковиста, пізніше лише жилки навколо осі волосисті, абаксіально (низ) гола й запушена вздовж середньої жилки до основи, адаксіально зелена, край нечітко залозисто-пилчастий. Сережки тонкі, кулясті, 30–70 × ≈ 4 мм. Чоловіча квітка: тичинок 2, рідко 3.

## Середовище проживання
Китай: Юньнань. Росте у горах; на висотах 1700–2000 метрів.